# Olivia Newton-John: Video Gold

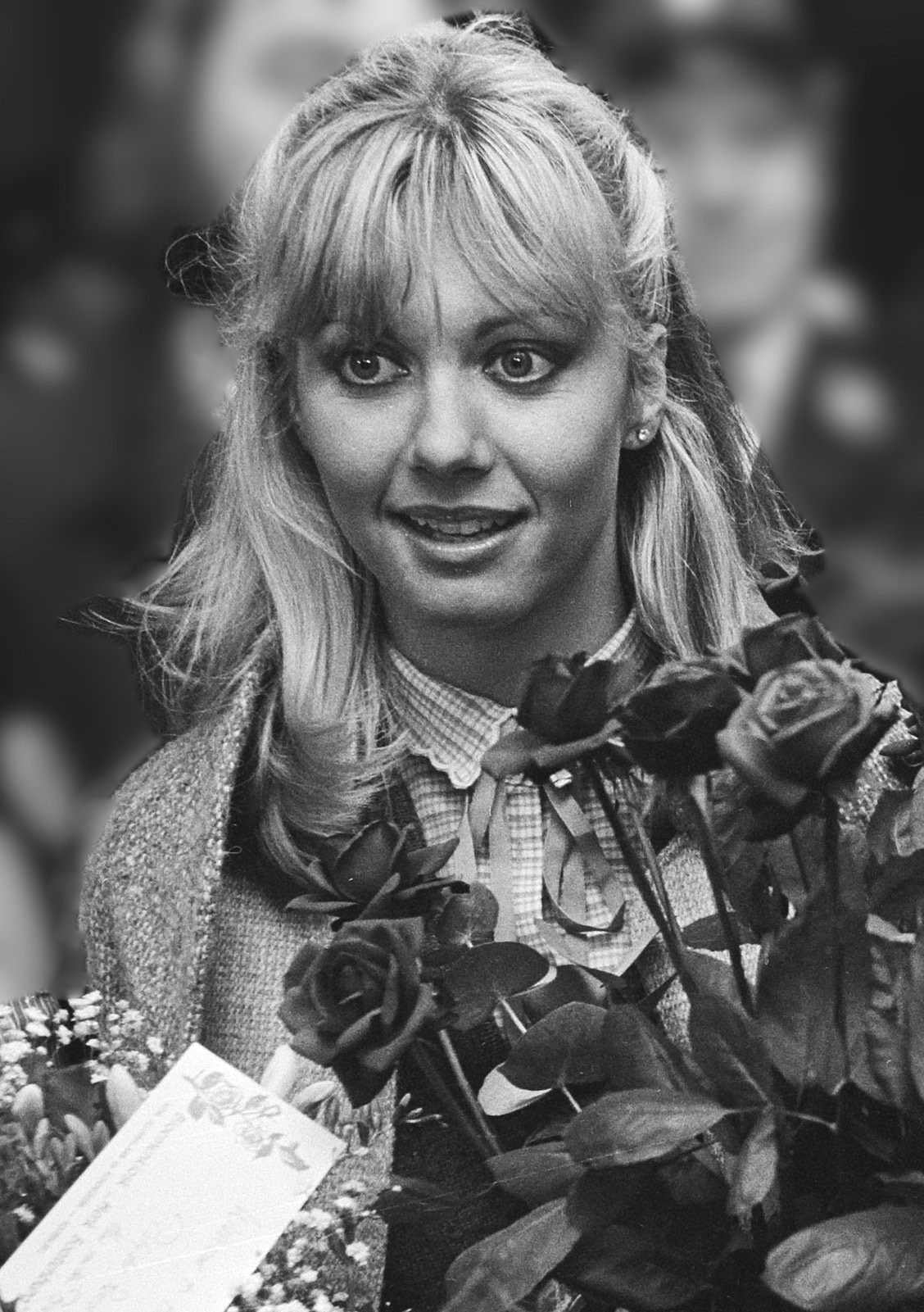
Olivia Newton-John 1978-ban

A Video Gold Olivia Newton-John videóklipjeinek legteljesebb, bolti forgalomban megjelent gyűjteménye. A két DVD lemez egy dobozban, illetve Vol. 1 és Vol. 2 sorszámmal külön-külön is forgalomba került.

## A Video Gold ismertetése
2005-ben két DVD lemezen megjelentek Olivia 1978 után készült hivatalos videóklipjei. A két DVD lemez külön és dupla tokban együtt is megjelent. Ez a kiadvány a valaha is megjelent legteljesebb gyűjtemény Olivia klipjeiből. Egy kivételével tartalmazza a Totally Hot album korai klipjeitől kezdődően Olivia összes hivatalos klipjét, a Physical Videogram, Twist of Fate, Soul Kiss Videosingles videókazetták teljes anyagát. A gyűjteményben nem szerepelnek a Grease, Xanadu filmek eredeti zenés jelenetei, ezen filmek dalaiból néhány koncertfelvételen látható. Olivia tévéműsorainak a hivatalos klip listán nem szereplő zenés részletei valamint a Precious Love klip a Back with a Heart albumról nem szerepelnek a válogatáson. A gyűjteményben néhány koncertfelvétel is látható Olivia 1982-es Live! Olivia in Concert videójából.

## A Vol. 1 DVD klipjei
- Deeper Than The Night (Totally Hot album)
- A Little More Love (Totally Hot album)
- Totally Hot (Totally Hot album)
- Landslide (Physical album)
- Magic (Xanadu album, koncertfelvétel)
- Physical (Physical album)
- Carried Away (Physical album)
- A Little More Love (Totally Hot album, Version II)
- Recovery (Physical album)
- The Promise (The Dolphin Song) (Physical album)
- Love Make Me Strong (Physical album)
- Stranger's Touch (Physical album)
- Make A Move On Me (Physical album)
- Falling (Physical album)
- Silvery Rain (Physical album)
- Hopelessly Devoted To You (Grease album, koncertfelvétel)
- Let Me Be There (Have You Never Been Mellow album, koncertfelvétel)
- Please Mr. Please (Music Makes My Day album, koncertfelvétel)
- If You Love Me, Let Me Know (If You Love Me, Let Me Know album, koncertfelvétel)

## A Vol. 2 DVD klipjei
- Twist Of Fate (Two of a Kind album)
- Take A Chance (Two of a Kind album)
- Livin' In Desperate Times (Two of a Kind album)
- Shakin' You (Two of a Kind album)
- Heart Attack (Olivia's Greatest Hits Vol.2 album)
- Tied Up (Olivia's Greatest Hits Vol.2 album)
- Soul Kiss (Soul Kiss album)
- Culture Shock (Soul Kiss album)
- Emotional Triangle (Soul Kiss album)
- Toughen Up (Soul Kiss album)
- The Right Moment (Soul Kiss album)
- The Rumour (The Rumour album)
- Can't We Talk It Over In Bed (The Rumour album)
- Reach Out For Me (Warm And Tender album)
- I Need Love (Back To Basics: The Essential Collection album)
- I Honestly Love You (1998) (Back with a Heart album)
- Sam (Don’t Stop Believin’ album, koncertfelvétel)
- Suddenly (Xanadu album, koncertfelvétel)
- You're The One That I Want (Grease album, koncertfelvétel)
- Xanadu (Xanadu album, koncertfelvétel)